# أتسوتو تاتارا
أتسوتو تاتارا (باليابانية: 多々良 敦斗) (23 يونيو 1987 في شيزوكا في اليابان – )؛ هو لاعب كرة قدم ياباني سابق كان يلعب كمدافع.

## وصلات خارجية
- أتسوتو تاتارا على موقع رابطة كرة القدم اليابانية للمحترفين (اليابانية)
- أتسوتو تاتارا على موقع قاعدة بيانات كرة القدم.إي يو (الإنجليزية)
- أتسوتو تاتارا على موقع Soccerway.com (الإنجليزية)
- أتسوتو تاتارا على موقع عالم كرة القدم.نت (الإنجليزية)